# Zwartkeeldikbekje
Het zwartkeeldikbekje (Sporophila ruficollis) is een zangvogel uit de familie Thraupidae (tangaren).

## Verspreiding en leefgebied
Deze soort komt voor van noordelijk Bolivia tot Paraguay, zuidelijk Brazilië, noordelijk Uruguay en noordelijk Argentinië.